# Arvid Kleven
Arvid Kleven (Trondheim, 29 november 1899 - Oslo, 23 november 1929) was een Noors fluitist en componist.
Kleven speelde eerst dwarsfluit en werd daarvoor opgeleid in Oslo door Axel Andersen. Muziektheorie kreeg hij van Gustav Lange. In 1918 trad Kleven als fluitist toe tot het orkest van het Nationaltheater, toen geleid door Johan Halvorsen. Twee jaar later trad Kleven toe tot het orkest van het Filharmonisk Selskab, de voorloper van het Oslo Filharmoniske Orkester. Tijdens die orkestperiodes ondernam hij studiereizen naar Parijs en Londen.
Kleven kreeg te maken met een zeer behoudend muziekklimaat in Noorwegen. Na de dood van Edvard Grieg en Johan Svendsen maakten Johan Halvorsen en Christian Sinding de dienst uit en een ontwikkeling naar de moderne klassieke muziek van de 20e eeuw zat er (toen nog) niet in. Kleven verzette zich daartegen en kwam met muziek die als "on-Noors" werd beschouwd en meer in de richting van het Franse impressionisme ging. Hoe zeer hij afwijkt kan afgeleid worden uit het geringe aantal uitvoeringen van zijn werken. Het theaterorkest, waarvan hij zelf twee jaar deel uitmaakte, speelde slechts één compositie van hem en wel tijdens een bezoek aan Stockholm. De vaste dirigent Halvorsen liet de uitvoering van Skogen sovn toen over aan Thorolf Voss.
Kleven stierf aan reuma voordat hij dertig jaar oud werd.   

## Oeuvre
De componist heeft door zijn korte levensduur maar een kleine oeuvre, waarvan het grootste deel alleen in manuscript bestaat. De (relatief) belangrijkste bijdrage van Kleven aan de muziek is het orkestwerk Lotusland. Voor de opnamen van vier werken voor BIS Records in 2005 moesten uitgebreide redactiewerkzaamheden plaatsvinden. Deze werden verricht door Robert Rønnes, die dit ook had gedaan voor de muziek van Harald Sæverud.

### De werken
- Vikingtog, Marsch voor piano, 1917 (geen opus)
- Dæmring voor piano solo, 1920 (opus 1)
- Vandliljer i et tjern, 1920 (opus 2)
- Poema voor cello en piano, 1920 (opus 3)
- Appassionato voor piano solo, 1921 (geen opus)
- Poeme voor hobo en piano, 1922 (opus 4)
- To historiske bilder voor piano, 1922 (geen opus)
- Lotusland voor orkest, 1922 (opus 5)
- To Aquareller voor orkest, 1922 (geen opus)
  - Clair de lune voor orkest, 1922 (opus 6)
  - Regnbueøen (geen opus)
- Valse Mignonne voor salonorkest (opus 7)
- Canzonetta voor viool en piano (opus 8)
- Skogens søvn voor orkest, 1923 (opus 9)
- Vioolsonate, 1925 (opus 10)
- 3 Liederen voor sopraan en piano, 1925 (opus 11)
- Piano Trio voor viool, cello en piano, 1925 (opus 12)
- 3 Liederen voor sopraan en piano, 1925 (opus 14)
- Symfonisk Fantasi, 1926 (opus 13 en 15)
- Sinfonia libera in due parte, 1927 (opus 16)
- Les Preludes, twee preludes voor piano, 1928 (geen opus)

Van het pianotrio maakte Rønnes een bewerking voor twee fagotten en piano.
- Bibsys: 90988132
- Gemeinsame Normdatei: 108977916X
- International Standard Name Identifier: 0000 0000 3946 0195
- Library of Congress Control Number: no00033038
- MusicBrainz: 84d1e21b-5385-4757-9750-72687e009373
- Nationale Bibliotheek van Israël: 987007408439405171
- Nederlandse Thesaurus van Auteursnamen: 321888839
- Virtual International Authority File: 73395101
- WorldCat: E39PBJf8xwGj3frgXPkf88Qg8C